# چو جون-هو (جودوکار)
چو جون-هو (انگلیسی: Cho Jun-ho؛ زادهٔ ۱۶ دسامبر ۱۹۸۸) جودوکار اهل کره جنوبی است.
وی در مسابقات کشوری و بین‌المللی در مجموع برندهٔ ۳ مدال برنز شده‌است.